# Saison 11 de South Park
Chronologie
Saison 10 Saison 12
Cet article présente le guide des épisodes de la onzième saison de la série télévisée South Park.

## Épisodes
| № | #  | Titre                                                            | Réalisation | Scénario                 | Première diffusion |
| --- | -- | ---------------------------------------------------------------- | ----------- | ------------------------ | ------------------ |
| 154 | 1  | Avec nos excuses à Jesse Jackson With Apologies to Jesse Jackson | Trey Parker | Trey Parker              | 7 mars 2007        |
| Randy Marsh dit le mot « nègre » à la télévision nationale et devient la risée du pays ; Cartman se moque d'un nain et se bat contre lui. |    |                                                                  |             |                          |                    |
| 155 | 2  | La Photo Cartman Sucks                                           | Trey Parker | Trey Parker              | 14 mars 2007       |
| Cartman veut faire croire que Butters est gay, mais lorsque le père de ce dernier s'en aperçoit, il envoie Butters dans un camp de rééducation. |    |                                                                  |             |                          |                    |
| 156 | 3  | Les Poux Lice Capades                                            | Trey Parker | Trey Parker & Matt Stone | 21 mars 2007       |
| Une infection de poux atteint l'école primaire de South Park. Alors que Mme Garrison refuse de donner des noms, Cartman trouve un moyen de savoir qui a des poux pour se moquer des enfants atteints. |    |                                                                  |             |                          |                    |
| 157 | 4  | Chattomique The Snuke                                            | Trey Parker | Trey Parker              | 28 mars 2007       |
| Hillary Clinton est en ville pour un grand rassemblement de campagne. Cartman enquête sur une éventuelle attaque terroriste... |    |                                                                  |             |                          |                    |
| 158 | 5  | Le Fantastique Mystère de Pâques Fantastic Easter Special        | Trey Parker | Trey Parker & Matt Stone | 4 avril 2007       |
| Stan veut savoir pourquoi il faut décorer des œufs pour Pâques. Il fait la connaissance d'une mystérieuse société secrète... |    |                                                                  |             |                          |                    |
| 159 | 6  | G-Win ! D-Yikes!                                                 | Trey Parker | Trey Parker              | 11 avril 2007      |
| Mme Garrison se fait plaquer pour la dernière fois. Elle compte bien passer toute sa colère sur sa classe de CM1... |    |                                                                  |             |                          |                    |
| 160 | 7  | La Nuit des clochards vivants Night of the Living Homeless       | Trey Parker | Trey Parker              | 18 avril 2007      |
| La ville doit faire face à une recrudescence des SDF. Les enfants vont essayer de régler ce problème épineux... |    |                                                                  |             |                          |                    |
| 161 | 8  | Le Petit Tourette                                                | Trey Parker | Trey Parker              | 3 octobre 2007     |
| Cartman prétend avoir le syndrome Gilles de la Tourette pour pouvoir dire des choses affreuses en direct à la télévision... |    |                                                                  |             |                          |                    |
| 162 | 9  | Gros Caca More Crap                                              | Trey Parker | Trey Parker              | 10 octobre 2007    |
| Randy Marsh, le père de Stan, est une vedette locale après avoir déféqué un étron géant. |    |                                                                  |             |                          |                    |
| 163 | 10 | Imaginationland : Épisode 1 Imaginationland                      | Trey Parker | Trey Parker & Matt Stone | 17 octobre 2007    |
| Stan, Kyle, Jimmy, Kenny et Butters découvrent Imaginationland. Là bas, des terroristes attaquent l'endroit et Butters est pris en otage avec les créatures du monde merveilleux. Cartman tente de forcer Kyle dans un odieux pari alors que le Pentagone étudie très sérieusement les récents attentats du monde imaginaire... |    |                                                                  |             |                          |                    |
| 164 | 11 | Imaginationland : Épisode 2 Imaginationland Episode II           | Trey Parker | Trey Parker & Matt Stone | 24 octobre 2007    |
| Les méchants personnages sont libérés et sèment le trouble. Butters doit rejoindre le Château Grand Soleil pour être guidé dans sa nouvelle destinée. Le Pentagone cherche à s'introduire dans Imaginationland par tous les moyens. Cartman et Kyle ont une confrontation à propos de leur terrible pari...                     |    |                                                                  |             |                          |                    |
| 165 | 12 | Imaginationland : Épisode 3 Imaginationland Episode III          | Trey Parker | Trey Parker & Matt Stone | 31 octobre 2007    |
| La guerre entre le bien et le mal a lieu. Butters aide les bons personnages à vaincre les mauvais. Kyle tente de sauver Stan de l'explosion nucléaire qui l'attend et Cartman ira jusqu'au bout pour avoir ce qu'il veut... |    |                                                                  |             |                          |                    |
| 166 | 13 | Guitare Zéro Guitar Queer-O                                      | Trey Parker | Trey Parker & Matt Stone | 7 novembre 2007    |
| Stan et Kyle sont accros au jeu Guitar Hero. Mais Stan est meilleur que Kyle, et leur amitié semble s'en dégrader... |    |                                                                  |             |                          |                    |
| 167 | 14 | La Liste The List                                                | Trey Parker | Trey Parker              | 14 novembre 2007   |
| Les filles ont une liste des garçons les plus beaux de la classe. Clyde est premier, mais à sa grande déception Kyle est dernier. Stan tente d'arranger les choses, mais il va découvrir que les filles sont encore plus folles que tout ce qu'il a pu imaginer...                                                              |    |                                                                  |             |                          |                    |